# Gymnogramma blumei
Gymnogramma blumei là một loài dương xỉ trong họ Pteridaceae. Loài này được Franch. & Sav. mô tả khoa học đầu tiên năm 1876.
Danh pháp khoa học của loài này chưa được làm sáng tỏ. 